# 刘先胜
刘先胜（1901年6月—1977年10月12日），原名刘为。中国人民解放军中将。:52

## 生平
1901年6月，刘先胜出生在湖南省湘潭县乌石镇的一个贫农家中。:52刘先胜只上了一年私塾。刘先胜从小就放牛、砍柴、当矿工。:52
1922年，刘先胜在安源县参加了路矿工人大罢工。:52从此追随毛泽东闹革命，之后参加秋收起义，上了井冈山，又参加了第二、三、四、五次反围剿和长征。:53
中国抗日战争中，刘先胜出任新四军江南抗日救国军政治部主任、第一团政委、第三纵队政委、第十八旅旅长兼第一分区司令、第一师参谋长。:53
第二次国共内战时期，刘先胜出任华中军区参谋长。:531949年出任苏南军区副司令、司令。:53
1952年，刘先胜出任江苏军区司令，后来出任南京军区副司令。:53

## 奖项
1955年获二级八一勋章、一级独立自由勋章、一级解放勋章。